# Painkiller: Overdose
Painkiller: Overdose – gra komputerowa stworzona w 2007 roku przez czeską firmę Mindware Studios. Początkowo była planowana jako wielka modyfikacja, ale wydawca posiadający prawa autorskie postanowił ją wydać komercyjnie. Jej bohaterem jest Belial, półdemon-półanioł, skazany na niewolę i potępienie. Akcja zaczyna się od jego uwolnienia, a gracz ma za zadanie pomóc mu w zemście na oprawcach.
Gracz dostaje do dyspozycji 8 nowych broni i ma za zadanie przejść 17 poziomów.